# Tirtomarto (Ampelgading)
Tirtomarto is een bestuurslaag in het regentschap Malang van de provincie Oost-Java, Indonesië. Tirtomarto telt 5187 inwoners (volkstelling 2010).